# Parasyzygonia
Parasyzygonia – rodzaj błonkówek z rodziny Pergidae, jedyny w podrodzinie Parasyzygoniinae.

## Taksonomia
Rodzaj ten został opisany w 1911 roku przez Sieverta Rohwera. Gatunkiem typowym jest Syzygonia cyanoptera

## Zasięg występowania
Gatunki z tego rodzaju występują w Ameryce Południowej.

## Systematyka
Do Parasyzygonia zaliczane są 2 gatunki:
- Parasyzygonia cyanoptera
- Parasyzygonia pallidior